# Nippononeta minuta
Nippononeta minuta är en spindelart som först beskrevs av Ryoji Oi 1960.  Nippononeta minuta ingår i släktet Nippononeta och familjen täckvävarspindlar. Inga underarter finns listade i Catalogue of Life.